# Vaidotas Žutautas
Vaidotas Žutautas (ur. 18 lipca 1971 w Wilnie) – litewski piłkarz, występujący w Banga Gorżdy. Gra na pozycji bramkarza.